# Calciatore dell'anno (Ungheria)
Calciatore ungherese dell'anno (Magyar Aranylabda) è un premio calcistico assegnato a partire dal 1998 dalla Federazione calcistica dell'Ungheria al miglior giocatore ungherese dell'anno solare.

## Albo d'oro
- 1998 - Gábor Király,   Hertha Berlino
- 1999 - Gábor Király,   Hertha Berlino
- 2000 - Gábor Király,   Hertha Berlino
- 2001 - Gábor Király,   Hertha Berlino
- 2002 - Krisztián Lisztes,   Werder Brema
- 2003 - Imre Szabics,   Stoccarda
- 2004 - Zoltán Gera,   West Bromwich
- 2005 - Zoltán Gera,   West Bromwich
- 2006 - Pál Dárdai,   Hertha Berlino
- 2007 - Tamás Hajnal,   Kaiserslautern /   Karlsruhe
- 2008 - Tamás Hajnal,   Borussia Dortmund
- 2009 - Roland Juhász,   Anderlecht
- 2010 - Balázs Dzsudzsák,   PSV
- 2011 - Roland Juhász,   Anderlecht
- 2012 - Ádám Szalai,   Magonza
- 2013 - Szabolcs Huszti,   Hannover 96
- 2014 - Balázs Dzsudzsák,   Dinamo Mosca
- 2015 - Gábor Király,   Haladás
- 2016 - Ádám Nagy,   Bologna
- 2017 - Nemanja Nikolić,   Chicago Fire
- 2018 - Péter Gulácsi,   RB Lipsia
- 2019 - Péter Gulácsi,   RB Lipsia
- 2020 - Dominik Szoboszlai,   Salisburgo
- 2021 - András Schäfer,   DAC Dunajská Streda
- 2022 - Dominik Szoboszlai,   RB Lipsia
- 2023 - Dominik Szoboszlai,   Liverpool
- 2024 - Dominik Szoboszlai,   Liverpool